# Liste der Baudenkmäler in Weiler-Simmerberg

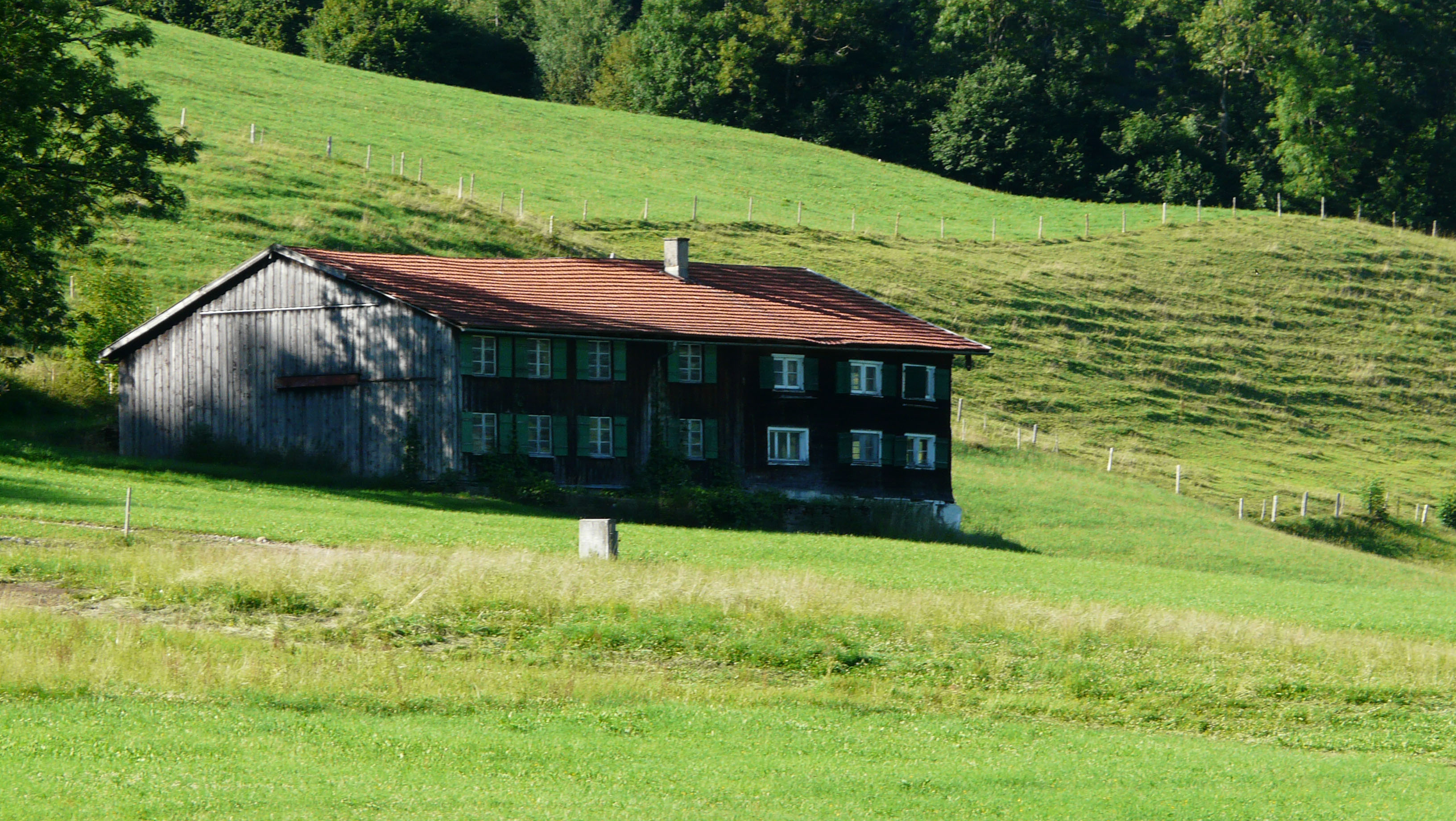
Hellers, Weiler-Simmerberg

Auf dieser Seite sind die Baudenkmäler in dem schwäbischen Markt Weiler-Simmerberg zusammengestellt. Diese Tabelle ist eine Teilliste der Liste der Baudenkmäler in Bayern. Grundlage ist die Bayerische Denkmalliste, die auf Basis des Bayerischen Denkmalschutzgesetzes vom 1. Oktober 1973 erstmals erstellt wurde und seither durch das Bayerische Landesamt für Denkmalpflege geführt wird. Die folgenden Angaben ersetzen nicht die rechtsverbindliche Auskunft der Denkmalschutzbehörde.

## Ensembles

### Ensemble Kirchplatz

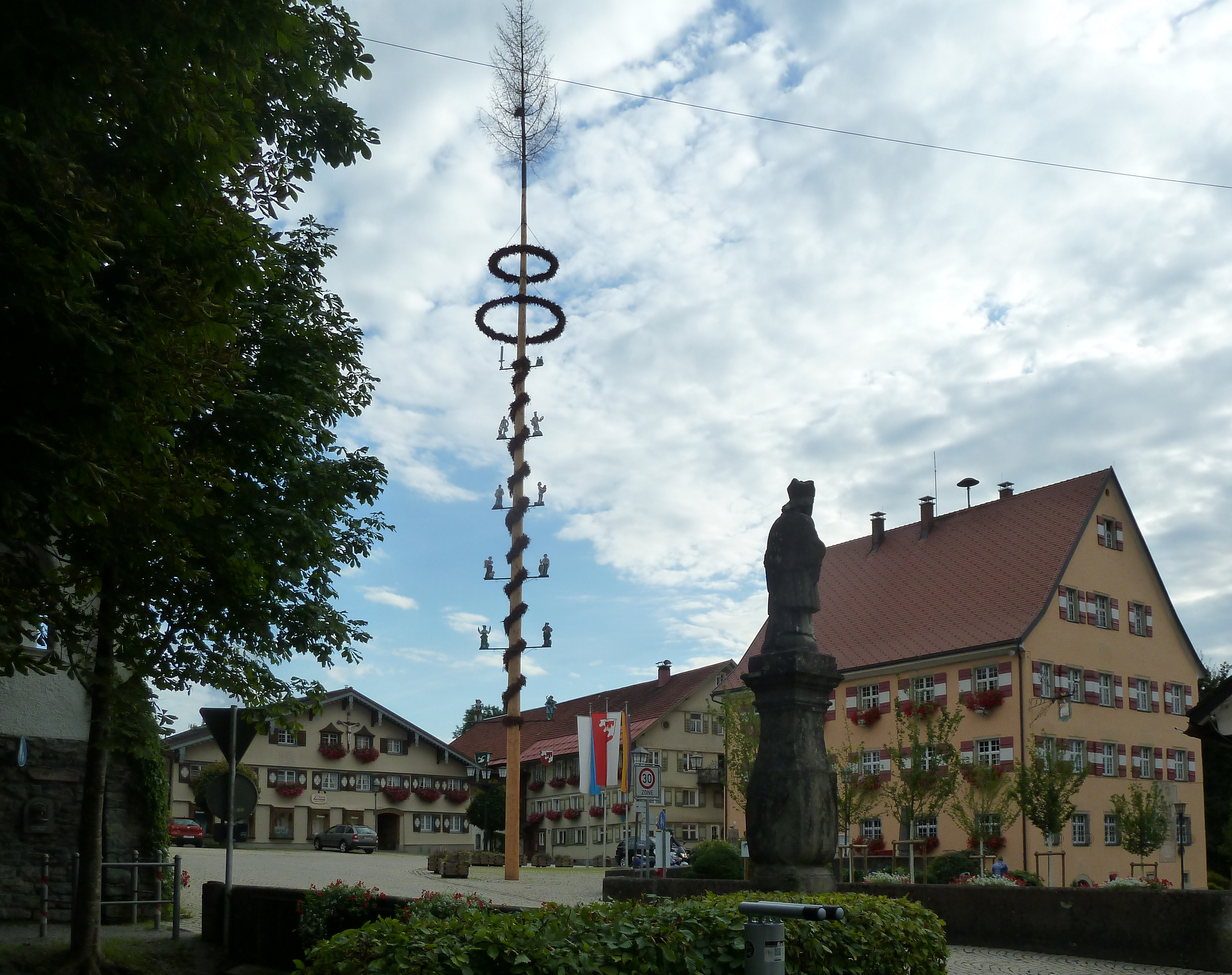

Das Ensemble umfasst den Kirchplatz des 894 zuerst genannten Ortes Weiler, der als Gründung des Benediktinerklosters St. Gallen gilt und zu den ältesten Pfarrorten des westlichen Allgäu gehört. Der Platz liegt südlich erhöht über dem Hausbach, an dessen beiden Seiten sich der große Ort ausbreitet. Er ist Markt-, Kirch- und Amtsplatz zugleich; im Osten begrenzt ihn der großräumige klassizistische Bau der 1796/98 neu errichteten Blasiuskirche. Ihrer über einer Freitreppenanlage aufragenden Westfront steht westlich das Rathaus gegenüber, ein Satteldachbau der Jahre 1680/81 von gleichfalls stattlichen Dimensionen. Als Amtshaus des bis 1805 vorarlbergischen Gerichts Altenburg erbaut, diente er im 18. Jahrhundert als wohl ausgestattetes K. u. K. Amtsgebäude und als Gerichtstaverne; erst 1922 wurde er Rathaus der großen Marktgemeinde. – Die Südflucht des weiträumigen Rechteckplatzes besetzen drei breitgelagerte Giebelbauten des 18. Jahrhunderts mit verschieden steil geneigten Dächern; zwei davon sind alte Gasthöfe. Der Ostrand des Platzes reicht bis zum Bachufer und erfährt seine Begrenzung durch den erdgeschossigen Langbau des alten Schrannengebäudes aus dem 18. Jahrhundert. Aktennummer: E-7-76-129-1.

## Baudenkmäler nach Ortsteilen

### Altenburg
| Lage                                    | Objekt                        | Beschreibung                                                                                                  | Akten-Nr.     | Bild                          |
| --------------------------------------- | ----------------------------- | --- | ------------- | ----------------------------- |
| Altenburg 6 (Standort)                  | Katholische Kapelle Hl. Kreuz | Rechteckbau, 1754; mit Ausstattung.                                                                           | D-7-76-129-30 | Katholische Kapelle Hl. Kreuz |
| Flur Altenburg; in Altenburg (Standort) | Burgruine Altenburg           | Reste der 1784 abgebrochenen Burg; Gedenkstein 1938. Ehemaliger Sitz der Herren von Weiler (Zweig Altenburg). | D-7-76-129-31 | Burgruine Altenburg           |

### Bremenried
| Lage                           | Objekt                                   | Beschreibung                                                               | Akten-Nr.     | Bild           |
| ------------------------------ | ---------------------------------------- | -------------------------------------------------------------------------- | ------------- | -------------- |
| Bregenzer Straße 73 (Standort) | Katholische Leprosenkapelle St. Wendelin | Rechteckbau mit eingezogenem, dreiseitigem Chor, um 1717; mit Ausstattung. | D-7-76-129-32 | weitere Bilder |

### Buchenbühl
| Lage                            | Objekt                      | Beschreibung                                                                               | Akten-Nr.     | Bild                        |
| ------------------------------- | --------------------------- | ------------------------------------------------------------------------------------------ | ------------- | --------------------------- |
| Bregenzer Straße 156 (Standort) | Wohnteil eines Bauernhauses | verschindelter Blockbau mit Flachsatteldach, traufständig, Ende 18./Anfang 19. Jahrhundert | D-7-76-129-34 | Wohnteil eines Bauernhauses |

### Burg
| Lage                           | Objekt             | Beschreibung                       | Akten-Nr.     | Bild           |
| ------------------------------ | ------------------ | ---------------------------------- | ------------- | -------------- |
| Burg 1 b, Tobelholz (Standort) | Burgruine Ellhofen | Reste der um 1570 zerstörten Burg. | D-7-76-129-41 | weitere Bilder |

### Dressen
| Lage                 | Objekt     | Beschreibung                                                                       | Akten-Nr.     | Bild           |
| -------------------- | ---------- | ---------------------------------------------------------------------------------- | ------------- | -------------- |
| Dressen 5 (Standort) | Bauernhaus | verschindelter zweigeschossiger Blockbau, mit Steilsatteldach, 17./18. Jahrhundert | D-7-76-129-35 | weitere Bilder |

### Ellhofen
| Lage                       | Objekt                                     | Beschreibung | Akten-Nr.     | Bild                                       |
| -------------------------- | ------------------------------------------ | --- | ------------- | ------------------------------------------ |
| Dorfstraße (Standort)      | Dorfbrunnen aus Gusseisen                  | Schaft mit Adler bekrönt, bezeichnet mit "1899".                                                                                   | D-7-76-129-39 | Dorfbrunnen aus Gusseisen                  |
| Dorfstraße 52 (Standort)   | Katholische Pfarrkirche St. Peter und Paul | flachgedecktes Schiff, eingezogener, dreiseitig geschlossener Chor, erbaut um 1480, erweitert 1853; mit Ausstattung.               | D-7-76-129-36 | Katholische Pfarrkirche St. Peter und Paul |
| Dorfstraße 54 (Standort)   | Katholisches Pfarrhaus                     | zweigeschossiger verschindelter Satteldachbau, 1778/82.                                                                            | D-7-76-129-37 | Katholisches Pfarrhaus                     |
| Dorfstraße 57 (Standort)   | Einfirsthof                                | sogenanntes altes Wachterhaus, stattlicher giebelständiger Satteldachbau, verschindelt, mit Aufzuglücke im Giebel, 18. Jahrhundert | D-7-76-129-40 | Einfirsthof                                |
| Neideggstraße 1 (Standort) | Ehemaliges Amtshaus des Deutschen Ordens   | jetzt Gasthaus, zweigeschossiger Satteldachbau, bezeichnet mit "1570", 1782 durchgreifend erneuert; Ausleger.                      | D-7-76-129-38 | Ehemaliges Amtshaus des Deutschen Ordens   |

### Gunta
| Lage                     | Objekt    | Beschreibung                                                     | Akten-Nr.     | Bild |
| ------------------------ | --------- | ---------------------------------------------------------------- | ------------- | ---- |
| Gunta 2, 4, 6 (Standort) | Bildstock | hoher zweiteiliger Nischenbau, 19. Jahrhundert; mit Ausstattung. | D-7-76-129-42 | BW   |

### Hagelstein
| Lage                    | Objekt     | Beschreibung                                                     | Akten-Nr.     | Bild       |
| ----------------------- | ---------- | ---------------------------------------------------------------- | ------------- | ---------- |
| Hagelstein 8 (Standort) | Bauernhaus | verschindelter Blockbau mit Flachsatteldach, 18./19. Jahrhundert | D-7-76-129-43 | Bauernhaus |

### Rieder
| Lage                    | Objekt                            | Beschreibung                                                 | Akten-Nr.     | Bild                              |
| ----------------------- | --------------------------------- | ------------------------------------------------------------ | ------------- | --------------------------------- |
| Riederstraße (Standort) | Katholische Feldkapelle St. Anton | Rechteckbau mit dreiseitigem Schluss, 1932; mit Ausstattung. | D-7-76-129-44 | Katholische Feldkapelle St. Anton |

### Riegen
| Lage                | Objekt                      | Beschreibung                                                                  | Akten-Nr.     | Bild                        |
| ------------------- | --------------------------- | ----------------------------------------------------------------------------- | ------------- | --------------------------- |
| Riegen 4 (Standort) | Wohnteil eines Bauernhauses | zweigeschossiger verschindelter Blockbau mit Flachsatteldach, 18. Jahrhundert | D-7-76-129-45 | Wohnteil eines Bauernhauses |

### Schreckenmanklitz
| Lage                | Objekt                      | Beschreibung                                                                   | Akten-Nr.     | Bild           |
| ------------------- | --------------------------- | ------------------------------------------------------------------------------ | ------------- | -------------- |
| Burgberg (Standort) | Burgstall Schreckenmanklitz | Mauerreste einer im 15. Jahrhundert aufgegebenen Wasserburg; Gedenkstein 1938. | D-7-76-129-47 | weitere Bilder |

### Siebers
| Lage                    | Objekt                    | Beschreibung                                                              | Akten-Nr.     | Bild                      |
| ----------------------- | ------------------------- | ------------------------------------------------------------------------- | ------------- | ------------------------- |
| Flur Siebers (Standort) | Katholische Marienkapelle | Rechteckbau mit halbrundem Schluss, 19./20. Jahrhundert; mit Ausstattung. | D-7-76-129-48 | Katholische Marienkapelle |

### Simmerberg
| Lage                          | Objekt                               | Beschreibung | Akten-Nr.     | Bild                                 |
| ----------------------------- | ------------------------------------ | --- | ------------- | ------------------------------------ |
| Alte Salzstraße 21 (Standort) | Villenartiges Wohnhaus               | zweigeschossiger Blankziegelbau mit Erker und Loggien, um 1890/1900. | D-7-76-129-49 | Villenartiges Wohnhaus               |
| Alte Salzstraße 29 (Standort) | Villenartiges Wohnhaus               | zweigeschossiges Schopfwalmgebäude im Stil des Neobarock und mit Anklängen an den Jugendstil, um 1900; Gartenpavillon, gleichzeitig.                                                                | D-7-76-129-63 | Villenartiges Wohnhaus               |
| Alte Salzstraße 42 (Standort) | Ehemaliger Salzstadel                | Satteldachbau mit massiven Untergeschossen und Fachwerkgiebel, 1639. | D-7-76-129-50 | Ehemaliger Salzstadel                |
| Alte Salzstraße 44 (Standort) | Wohnhaus                             | sogenanntes Wachterhaus, breitgelagerter, verschindelter Bau mit umlaufender Laube und Giebellaube, 1912.                                                                                           | D-7-76-129-51 | Wohnhaus                             |
| Alte Salzstraße 45 (Standort) | Gasthaus zum Adler                   | giebelständiger Satteldachbau, mit gusseisernen Balkons, im Kern 18. Jahrhundert | D-7-76-129-52 | Gasthaus zum Adler                   |
| Alte Salzstraße 47 (Standort) | Katholische Pfarrkirche St. Joseph   | eingezogener Chor mit korbbogigem Schluss und einschiffiges Langhaus, 1805, Turm um 1850; mit Ausstattung.                                                                                          | D-7-76-129-53 | weitere Bilder                       |
| Alte Salzstraße 48 (Standort) | Bauernhaus                           | Satteldachbau mit Wiederkehr, Obergeschoss Blockbau, Hochlaube und Giebellaube, 1907 von Josef Bichlmeier (Lindau-Aeschach).                                                                        | D-7-76-129-56 | Bauernhaus                           |
| Alte Salzstraße 71 (Standort) | Friedhof mit Friedhofskapelle        | neubarocker Bau mit Vorhalle und Dachreiter; mit Ausstattung; Friedhof mit Ummauerung und Grabmälern des frühen 20. Jahrhunderts; einheitliche Anlage um 1910. 1914 nach Plänen von Richard Steidle | D-7-76-129-58 | weitere Bilder                       |
| Ellhofer Straße 2 (Standort)  | Brunnen                              | mit Mittelsäule in Form eines Bildstocks, bezeichnet mit "1814" und "1914". | D-7-76-129-55 | Brunnen                              |
| Ellhofer Straße 2 (Standort)  | Brauhaus mit Tafernwirtschaft        | dreigeschossiger Sichtziegelbau mit Treppengiebel, bezeichnet mit "1897". | D-7-76-129-64 | weitere Bilder                       |
| Ellhofer Straße 2 (Standort)  | Gusseiserner Wegweiser und Ortstafel | Wegweiser nach Weiler, Ellhofen und Oberstaufen; Ortstafel; Ende 19. Jahrhundert | D-7-76-129-54 | Gusseiserner Wegweiser und Ortstafel |
| Kranzschache (Standort)       | Bildstock                            | gemauert und verputzt, bezeichnet mit "1833". | D-7-76-129-61 | BW                                   |
| Montfortweg (Standort)        | Marienbrunnen                        | bezeichnet mit "1910" | D-7-76-129-59 | Marienbrunnen                        |
| Riederstraße (Standort)       | Schiller-Denkmal                     | Schiller-Denkmal zum 50. Jubiläum der Theatergesellschaft Simmerberg, 1909. | D-7-76-129-57 | Schiller-Denkmal                     |
| Schillerweg 5 (Standort)      | Pfarrhaus                            | zweigeschossiger verschindelter Satteldachbau mit großer Kellereinfahrt, 18./19. Jahrhundert | D-7-76-129-60 | Pfarrhaus                            |

### Weiler im Allgäu
| Lage                                                 | Objekt                                               | Beschreibung | Akten-Nr.              | Bild                                                 |
| ---------------------------------------------------- | ---------------------------------------------------- | --- | ---------------------- | ---------------------------------------------------- |
| Alois-von-Brinz-Straße 1 (Standort)                  | Wohn- und Geschäftshaus                              | ursprünglich als Weinhandlung errichteter stattlicher zweigeschossiger Mansarddachbau in Ecklage in Formen des Jugendstils mit polygonalem Eckerkerturm mit Zwiebelhaube, Zwerchgiebeln an den Längsseiten und Laubenbalkon auf Holzkonsolen, 1910, Erdgeschoss nach 1954 verändert | D-7-76-129-69          | BW                                                   |
| Alois-von-Brinz-Straße 10 (Standort)                 | Ehemalige Kattunfabrik                               | dann königlich bayerisches Landgericht, dreigeschossiger Walmdachbau, mit Pilastergliederung, 1802. | D-7-76-129-1           | Ehemalige Kattunfabrik                               |
| Alois-von-Brinz-Straße 20 (Standort)                 | Ehemaliges Bauernhaus                                | giebelständiger zweigeschossiger Satteldachbau, mit Sandsteingewänden und Eckpilastern, bezeichnet mit "1853". | D-7-76-129-3           | Ehemaliges Bauernhaus                                |
| Alois-von-Brinz-Straße 29 (Standort)                 | Ehemaliges Bauernhaus und Tabakfabrik (Dornach-Haus) | giebelständiger, verschindelter Satteldachbau, äußere Erscheinung Mitte 19. Jahrhundert, im Kern wohl älter. | D-7-76-129-4           | Ehemaliges Bauernhaus und Tabakfabrik (Dornach-Haus) |
| Alois-von-Brinz-Straße 41 (Standort)                 | Sandsteinkruzifix                                    | 1770 | D-7-76-129-6           | Sandsteinkruzifix                                    |
| Bahnhofstraße 5, Fridolin-Holzer-Straße 4 (Standort) | Ehemalige Posthalterei und Brauereigasthof zur Post  | Satteldachbau mit Quergiebel und Freitreppe, Türsturz bezeichnet mit "1842", mit Erweiterungen um 1920/25. | D-7-76-129-7           | Ehemalige Posthalterei und Brauereigasthof zur Post  |
| Bahnhofstraße 11 (Standort)                          | Ehemaliges Bahnhofsgebäude                           | Erdgeschoss Bruchstein, Obergeschoss verschindelt mit geschnitzten Fensterrahmen, Schopfwalmdach, 1892/93 errichtet, später verändert. | D-7-76-129-68          | Ehemaliges Bahnhofsgebäude                           |
| Fridolin-Holzer-Straße 11 (Standort)                 | Sogenannter Neuer Kellhof                            | zweigeschossiger Giebelbau mit gusseisernem Balkon, im Kern 18. Jahrhundert | D-7-76-129-8           | Sogenannter Neuer Kellhof                            |
| Hauptstraße (Standort)                               | Brückenfigur hl. Johannes von Nepomuk                | 18. Jahrhundert | D-7-76-129-14          | Brückenfigur hl. Johannes von Nepomuk                |
| Hauptstraße (Standort)                               | Kriegerdenkmal                                       | Obelisk, 1870/71 und 1914/18 | D-7-76-129-12          | Kriegerdenkmal                                       |
| Hauptstraße 1 (Standort)                             | Gasthaus zur Traube                                  | zweigeschossiger Mansarddachbau mit Eckpilastern, Türsturz bezeichnet mit "1802"; Ausleger bezeichnet mit "1806". | D-7-76-129-10          | Gasthaus zur Traube                                  |
| Hauptstraße 2 (Standort)                             | Ehemaliges Gasthaus                                  | jetzt Heimatmuseum, dreigeschossiger, giebelständiger Satteldachbau, Gurtgesimse, frühes 18. Jahrhundert | D-7-76-129-11          | Ehemaliges Gasthaus                                  |
| Hauptstraße 13 (Standort)                            | Kornhaus                                             | eingeschossiger Satteldachbau, zum Teil verbrettert, südlich über den Hausbach vorkragend, 18. Jahrhundert; vgl. Ensemble Kirchplatz. nachqualifiziert | D-7-76-129-13          | Kornhaus                                             |
| Hauptstraße 42 (Standort)                            | Ehemalige Apotheke                                   | Mansardwalmdachbau, biedermeierlich, 1828. | D-7-76-129-15          | Ehemalige Apotheke                                   |
| Hausbachstraße 1 (Standort)                          | Ehemaliges Pfarrhaus                                 | dreigeschossiger verschindelter Bau mit Freitreppe, Untergeschoss vorgezogen, im Kern noch 17. Jahrhundert | D-7-76-129-16          | Ehemaliges Pfarrhaus                                 |
| Jakob-Huber-Straße 2 (Standort)                      | Ehemaliges Bauernhaus                                | giebelständiger, verschindelter Satteldachbau mit Wiederkehr, Ende 18. Jahrhundert | D-7-76-129-26          | Ehemaliges Bauernhaus                                |
| Kellhofplatz (Standort)                              | Marienbrunnen                                        | Steinguss, um 1910. | D-7-76-129-9           | Marienbrunnen                                        |
| Kirchplatz (Standort)                                |                                                      | Siehe Ensemble Kirchplatz. | D-7-76-129-17          | weitere Bilder                                       |
| Kirchplatz (Standort)                                | Kriegergedächtnis-Kapelle                            | zur Erinnerung an die Gefallenen von 1914/18. | D-7-76-129-19          | Kriegergedächtnis-Kapelle                            |
| Kirchplatz 1 (Standort)                              | Ehemaliges Amtshaus, heute Rathaus                   | dann Gasthaus zum Lamm, seit 1922 Rathaus, dreigeschossig, mit hohem Satteldach, bezeichnet mit "1681"; Wirtshausausleger. | D-7-76-129-18 Wikidata | weitere Bilder                                       |
| Kirchplatz 4 (Standort)                              | Katholische Pfarrkirche St. Blasius                  | weiträumiger klassizistischer Bau, 1795/96, Turm 15./16. Jahrhundert; mit Ausstattung; Friedhof mit Ummauerung und Grabmälern des 19./20. Jahrhunderts | D-7-76-129-20          | weitere Bilder                                       |
| Kirchplatz 5 (Standort)                              | Ehemaliges Amtshaus                                  | jetzt Gasthof Engel, giebelständiger zweigeschossiger Flachsatteldachbau, mit konkav zurückgeschnittenen Balkenköpfen, Mitte 18. Jahrhundert | D-7-76-129-21          | Ehemaliges Amtshaus                                  |
| Kirchplatz 6 (Standort)                              | Sogenanntes Ferbersches Haus                         | giebelständig mit Flachsatteldach, im Kern wohl noch 17. Jahrhundert, angeblich Mitte 19. Jahrhundert aus zwei Häusern zusammengebaut. | D-7-76-129-22          | Sogenanntes Ferbersches Haus                         |
| Kirchplatz 7 (Standort)                              | Ehemaliges Gasthaus                                  | sogenannte Kellhofstube, dreigeschossiger giebelständiger Bau, verschindelt, im Kern 16. Jahrhundert | D-7-76-129-23          | Ehemaliges Gasthaus                                  |
| Schulstraße 11 (Standort)                            | Pfarrhaus                                            | zweigeschossiger Satteldachbau, im Kern 1698, später verändert; Kruzifix, wohl 18. Jahrhundert | D-7-76-129-25          | weitere Bilder                                       |
| Schulstraße 11 (Standort)                            | Lourdeskapelle                                       | hölzerner Zentralbau mit Kreuzdach, Ende 19. Jahrhundert | D-7-76-129-29          | Lourdeskapelle                                       |
| Schulstraße 35 (Standort)                            | Katholische Kapelle St. Sebastian                    | Rechteckbau mit dreiseitigem Schluss, 1628; mit Ausstattung. | D-7-76-129-27          | Katholische Kapelle St. Sebastian                    |